# Peucedanum mazurevskii
Peucedanum mazurevskii är en flockblommig växtart som beskrevs av Kalen. och Aleksandr Alfonsovitj Grossgejm. Peucedanum mazurevskii ingår i släktet siljor, och familjen flockblommiga växter. Inga underarter finns listade i Catalogue of Life.